# Остров Самойловича
О́стров Самойло́вича (ранее остров Длинный) — остров в архипелаге Северная Земля. Административно относится к Таймырскому Долгано-Ненецкому району Красноярского края России. Высота — 33 метра.
Расположен западнее центральной части архипелага, от других островов отдалён. Вытянут с северо-запада на юго-восток на 15 км при ширине едва превышающей 1 км. Юго-западный, обращённый в открытое Карское море берег, обрывист, противоположный — низкий, песчаный. У юго-восточной оконечности находится небольшой остров — Плавниковый.

## Открытие и название

Открыт в 1930 году экспедицией на ледокольном пароходе «Георгий Седов». Назван участниками экспедиции в честь Рудольфа Лазаревича Самойловича, исследователя Арктики. В 1938 году, после ареста Самойловича, остров был переименован в «Длинный». В 1965 году острову возвращено первоначальное название.

## Топографические карты
- Лист карты T-46-VII,VIII,IX о. Самойловича. Масштаб: 1 : 200 000. Состояние местности на 1988 год. Издание 1993 г.